# Euophrys ambigua
Euophrys ambigua là một loài nhện trong họ Salticidae.
Loài này thuộc chi Euophrys. Euophrys ambigua được Carl Ludwig Koch miêu tả năm 1846.